# Intel NUC

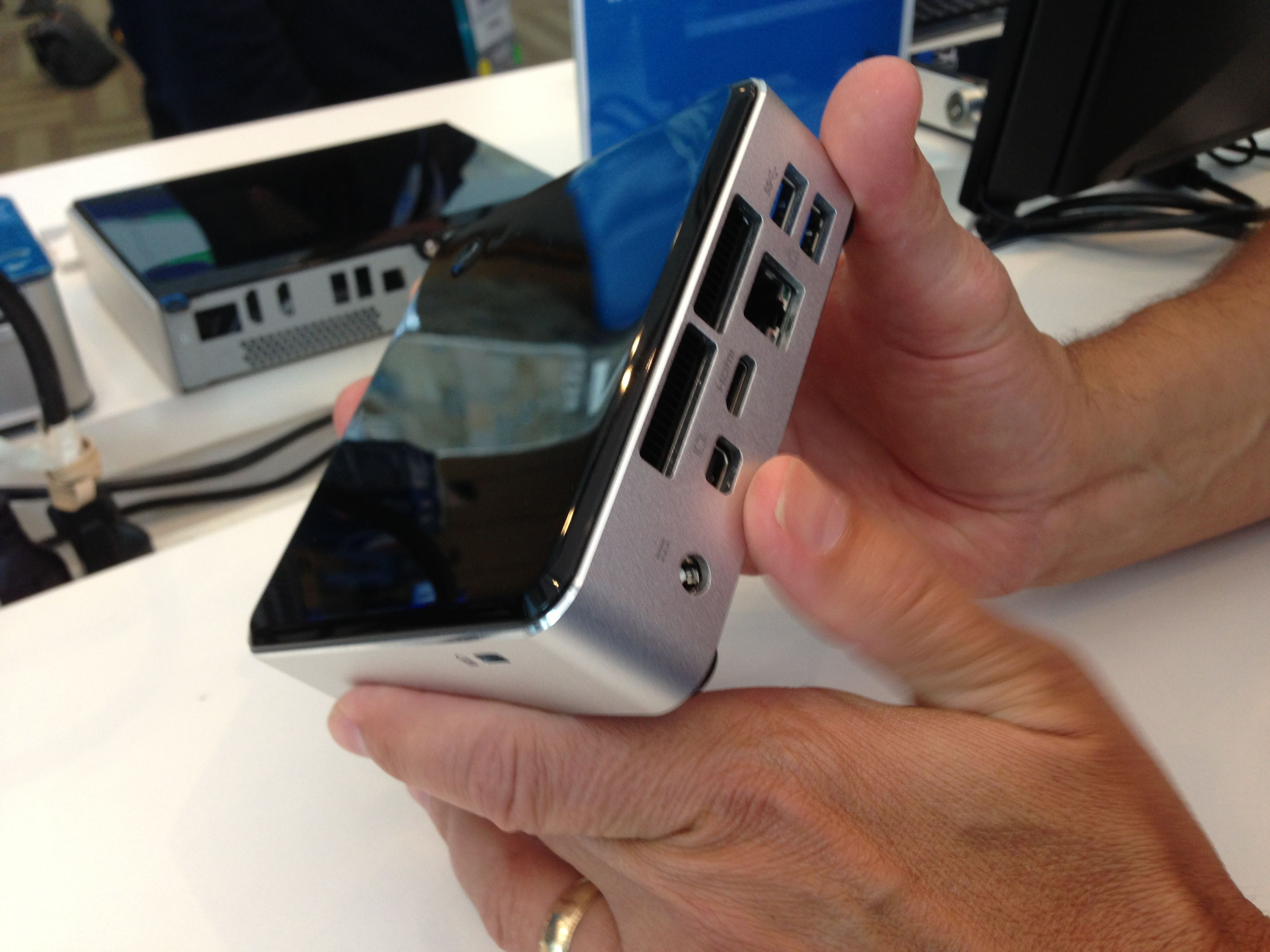
Intel NUC Haswell hátsó portok

Az Intel NUC (más néven: Next Unit of Computing vagy NUC) egy az Intel által tervezett kisméretű barebone asztali számítógép. A modellek az Intel Celeron, Pentium, Core i3, Core i5 és Core i7 processzoraival vannak felszerelve. A gép mérete 4 x 4 hüvelyk, azaz kb. 10 cm x 10 cm.
A NUC csomag egy alaplapból áll beépített processzorral egy fém-műanyag házban. További tartozék a VESA felfogató lap és egy külső tápegység. A géphez külön meg kell venni a memóriát és az SSD-t.

## Első generáció

### Sandy Bridge
| Modellszám | Alaplap   | Processzor  | TDP  | GPU              | Max. RAM | Kijelző        | Külső USB-portok | Hálózat               |
| ---------- | --------- | ----------- | ---- | ---------------- | -------- | -------------- | ---------------- | --------------------- |
| DCCP847DYE | DCP847SKE | Celeron 847 | 17 W | HD Graphics 2000 | 16 GB    | HDMI 1.4a (x2) | USB 2.0 (x3)     | Gigabit Ethernet (x1) |

## Második generáció

### Ivy Bridge
| Modellszám | Alaplap   | Processzor    | TDP  | GPU              | Max. RAM | Kijelző                                       | Külső USB-portok           | Hálózat               |
| ---------- | --------- | ------------- | ---- | ---------------- | -------- | --------------------------------------------- | -------------------------- | --------------------- |
| DC3217IYE  | D33217GK  | Core i3-3217U | 17 W | HD Graphics 4000 | 16 GB    | HDMI 1.4a (x2)                                | USB 2.0 (×3)               | Gigabit Ethernet (x1) |
| DC3217BY   | D33217CK  | Core i3-3217U | 17 W | HD Graphics 4000 | 16 GB    | HDMI 1.4a (×1), Thunderbolt mDP 1.1a-val (×1) | USB 2.0 (×3)               | nincs                 |
| DC53427HYE | D53427RKE | Core i5-3427U | 17 W | HD Graphics 4000 | 16 GB    | HDMI 1.4a (×1), mDP 1.1a (x1)                 | USB 2.0 (×3), USB 3.0 (x1) | Gigabit Ethernet (x1) |

## Harmadik generáció

### Bay Trail-M
| Modellszám | Alaplalp  | Processzor    | TDP   | GPU         | Max. RAM | Kijelző   | Külső USB-portok           | Hálózat                                               |
| ---------- | --------- | ------------- | ----- | ----------- | -------- | --------- | -------------------------- | ----------------------------------------------------- |
| DN2820FYKH | DN2820FYB | Celeron N2820 | 7,5 W | HD Graphics | 8 GB     | HDMI 1.4a | USB 2.0 (x2), USB 3.0 (x1) | Gigabit Ethernet (×1), Wi-Fi 802.11bgn, Bluetooth 4.0 |

### Bay Trail-I
| Modellszám  | Alaplap    | Processzor | TDP | GPU         | Max. RAM | Kijelző        | Külső USB-portok           | Hálózat          |
| ----------- | ---------- | ---------- | --- | ----------- | -------- | -------------- | -------------------------- | ---------------- |
| DE3815TYKHE | DE3815TYBE | Atom E3815 | 5 W | HD Graphics | 8 GB     | HDMI, VGA, eDP | USB 2.0 (x2), USB 3.0 (x1) | Gigabit Ethernet |

## Negyedik generáció

### Haswell
| Modellszám | Alaplap   | Processzor    | TDP  | GPU              | Max. RAM | Kijelző                 | Külső USB-portok | Hálózat               |
| ---------- | --------- | ------------- | ---- | ---------------- | -------- | ----------------------- | ---------------- | --------------------- |
| D34010WYK  | D34010WYB | Core i3-4010U | 15 W | HD Graphics 4400 | 16 GB    | Mini HDMI 1.4a, mDP 1.2 | USB 3.0 (×4)     | Gigabit Ethernet (x1) |
| D34010WYKH | D34010WYB | Core i3-4010U | 15 W | HD Graphics 4400 | 16 GB    | Mini HDMI 1.4a, mDP 1.2 | USB 3.0 (×4)     | Gigabit Ethernet (x1) |
| D54250WYK  | D54250WYB | Core i5-4250U | 15 W | HD Graphics 4400 | 16 GB    | Mini HDMI 1.4a, mDP 1.2 | USB 3.0 (×4)     | Gigabit Ethernet (x1) |
| D54250WYKH | D54250WYB | Core i5-4250U | 15 W | HD Graphics 4400 | 16 GB    | Mini HDMI 1.4a, mDP 1.2 | USB 3.0 (×4)     | Gigabit Ethernet (x1) |

## Ötödik generáció

### Broadwell-U
| Modellszám | Alaplap    | Processzor    | TDP  | GPU       | Max. RAM | Kijelző                     | Külső USB-portok | Hálózat               |
| ---------- | ---------- | ------------- | ---- | --------- | -------- | --------------------------- | ---------------- | --------------------- |
| NUC5i7RYH  | NUC5i7RYB  | i7-5557U      | 28 W | Iris 6100 | 16 GB    | Mini-DP 1.2, Mini-HDMI 1.4a | USB 3.0 (x4)     | Gigabit Ethernet (x1) |
| NUC5i5RYH  | NUC5i5RYB  | i5-5250U      | 15 W | HD 6000   | 16 GB    | Mini-DP 1.2, Mini-HDMI 1.4a | USB 3.0 (x4)     | Gigabit Ethernet (x1) |
| NUC5i5RYK  | NUC5i5RYB  | i5-5250U      | 15 W | HD 6000   | 16 GB    | Mini-DP 1.2, Mini-HDMI 1.4a | USB 3.0 (x4)     | Gigabit Ethernet (x1) |
| NUC5i3RYH  | NUC5i3RYB  | i3-5010U      | 15 W | HD 5500   | 16 GB    | Mini-DP 1.2, Mini-HDMI 1.4a | USB 3.0 (x4)     | Gigabit Ethernet (x1) |
| NUC5i3RYK  | NUC5i3RYB  | i3-5010U      | 15 W | HD 5500   | 16 GB    | Mini-DP 1.2, Mini-HDMI 1.4a | USB 3.0 (x4)     | Gigabit Ethernet (x1) |
| NUC5i3MYHE | NUC5i3MYBE | i3-5010U      | 15 W | HD 5500   | 16 GB    | Mini-DP 1.2 (x2), eDP       | USB 3.0 (x4)     | Gigabit Ethernet (x1) |
| NUC5i5MYHE | NUC5i5MYBE | i5-5300U vPro | 15 W | HD 5500   | 16 GB    | Mini-DP 1.2 (x2), eDP       | USB 3.0 (x4)     | Gigabit Ethernet (x1) |

### Braswell
| Modellszám | Processzor    | TDP | GPU         | Max. RAM | Kijelző       | Külső USB-portok | Hálózat                                        |
| ---------- | ------------- | --- | ----------- | -------- | ------------- | ---------------- | ---------------------------------------------- |
| NUC5CPYH   | Celeron N3050 | 6 W | HD Graphics | 8 GB     | HDMI 1.4, VGA | USB 3.0 (×4)     | Gigabit Ethernet (×1), 802.11ac, Bluetooth 4.0 |
| NUC5PPYH   | Pentium N3700 | 6 W | HD Graphics | 8 GB     | HDMI 1.4, VGA | USB 3.0 (×4)     | Gigabit Ethernet (×1), 802.11ac, Bluetooth 4.0 |
| NUC5PGYH   | Pentium N3700 | 6 W | HD Graphics | 8 GB     | HDMI 1.4, VGA | USB 3.0 (×4)     | Gigabit Ethernet (×1), 802.11ac, Bluetooth 4.0 |

## Hatodik generáció

### Skylake-U
| Modellszám | Processzor     | TDP  | GPU                   | Max. RAM | Kijelző                                     | Külső USB-portok           | Hálózat               |
| ---------- | -------------- | ---- | --------------------- | -------- | ------------------------------------------- | -------------------------- | --------------------- |
| NUC6i3SYK  | Core i3-6100U  | 15 W | HD Graphics 520       | 32 GB    | HDMI 1.4b, mDP 1.2                          | USB 3.0 (×4)               | Gigabit Ethernet (x1) |
| NUC6i3SYH  | Core i3-6100U  | 15 W | HD Graphics 520       | 32 GB    | HDMI 1.4b, mDP 1.2                          | USB 3.0 (×4)               | Gigabit Ethernet (x1) |
| NUC6i5SYK  | Core i5-6260U  | 15 W | Iris Graphics 540     | 32 GB    | HDMI 1.4b, mDP 1.2                          | USB 3.0 (×4)               | Gigabit Ethernet (x1) |
| NUC6i5SYH  | Core i5-6260U  | 15 W | Iris Graphics 540     | 32 GB    | HDMI 1.4b, mDP 1.2                          | USB 3.0 (×4)               | Gigabit Ethernet (x1) |
| NUC6i7KYK  | Core i7-6770HQ | 15 W | Iris Pro Graphics 580 | 32 GB    | HDMI 2.0, mDP 1.2, DP 1.2 USB-C-n keresztül | USB 3.0 (×4), USB 3.1 (×1) | Gigabit Ethernet (x1) |

### Apollo Lake
| Modellszám | Processzor    | TDP  | GPU             | Max. RAM | Kijelző       | Külső USB-portok | Hálózat                                        |
| ---------- | ------------- | ---- | --------------- | -------- | ------------- | ---------------- | ---------------------------------------------- |
| NUC6CAYH   | Celeron J3455 | 10 W | HD Graphics 500 | 8 GB     | HDMI 2.0, VGA | USB 3.0 (×4)     | Gigabit Ethernet (×1), 802.11ac, Bluetooth 4.0 |
| NUC6CAYS   | Celeron J3455 | 10 W | HD Graphics 500 | 8 GB     | HDMI 2.0, VGA | USB 3.0 (×4)     | Gigabit Ethernet (×1), 802.11ac, Bluetooth 4.0 |

## Hetedik generáció

### Kaby Lake-U
| Modellszám  | Processzor | TDP  | GPU             | Max. RAM | Kijelző                                    | Külső USB-portok                 | Hálózat                                        |
| ----------- | ---------- | ---- | --------------- | -------- | ------------------------------------------ | -------------------------------- | ---------------------------------------------- |
| NUC7i7BNH   | i7-7567U   | 28 W | Iris Plus 650   | 32 GB    | HDMI 2.0a, Thunderbolt 3 USB-C-n keresztül | USB 3.0 (×4), USB 3.1 Gen 2 (×1) | Gigabit Ethernet (×1), 802.11ac, Bluetooth 4.2 |
| NUC7i7BNHX1 | i7-7567U   | 28 W | Iris Plus 650   | 32 GB    | HDMI 2.0a, Thunderbolt 3 USB-C-n keresztül | USB 3.0 (×4), USB 3.1 Gen 2 (×1) | Gigabit Ethernet (×1), 802.11ac, Bluetooth 4.2 |
| NUC7i5BNH   | i5-7260U   | 15 W | Iris Plus 640   | 32 GB    | HDMI 2.0a, Thunderbolt 3 USB-C-n keresztül | USB 3.0 (×4), USB 3.1 Gen 2 (×1) | Gigabit Ethernet (×1), 802.11ac, Bluetooth 4.2 |
| NUC7i5BNHX1 | i5-7260U   | 15 W | Iris Plus 640   | 32 GB    | HDMI 2.0a, Thunderbolt 3 USB-C-n keresztül | USB 3.0 (×4), USB 3.1 Gen 2 (×1) | Gigabit Ethernet (×1), 802.11ac, Bluetooth 4.2 |
| NUC7i5BNK   | i5-7260U   | 15 W | Iris Plus 640   | 32 GB    | HDMI 2.0a, Thunderbolt 3 USB-C-n keresztül | USB 3.0 (×4), USB 3.1 Gen 2 (×1) | Gigabit Ethernet (×1), 802.11ac, Bluetooth 4.2 |
| NUC7i5DNHE  | i5-7300U   | 15 W | HD Graphics 620 | 32 GB    | HDMI 2.0a (x2)                             | USB 3.0 (×4)                     | Gigabit Ethernet (×1), 802.11ac, Bluetooth 4.2 |
| NUC7i5DNKE  | i5-7300U   | 15 W | HD Graphics 620 | 32 GB    | HDMI 2.0a (x2)                             | USB 3.0 (×4)                     | Gigabit Ethernet (×1), 802.11ac, Bluetooth 4.2 |
| NUC7i3BNH   | i3-7100U   | 15 W | HD Graphics 620 | 32 GB    | HDMI 2.0a, DP 1.2 USB-C-n keresztül        | USB 3.0 (×4), USB 3.1 Gen 2 (×1) | Gigabit Ethernet (×1), 802.11ac, Bluetooth 4.2 |
| NUC7i3BNHX1 | i3-7100U   | 15 W | HD Graphics 620 | 32 GB    | HDMI 2.0a, DP 1.2 USB-C-n keresztül        | USB 3.0 (×4), USB 3.1 Gen 2 (×1) | Gigabit Ethernet (×1), 802.11ac, Bluetooth 4.2 |
| NUC7i3BNK   | i3-7100U   | 15 W | HD Graphics 620 | 32 GB    | HDMI 2.0a, DP 1.2 USB-C-n keresztül        | USB 3.0 (×4), USB 3.1 Gen 2 (×1) | Gigabit Ethernet (×1), 802.11ac, Bluetooth 4.2 |
| NUC7i3DNHE  | i3-7100U   | 15 W | HD Graphics 620 | 32 GB    | HDMI 2.0a (x2)                             | USB 3.0 (×4)                     | Gigabit Ethernet (×1), 802.11ac, Bluetooth 4.2 |
| NUC7i3DNKE  | i3-7100U   | 15 W | HD Graphics 620 | 32 GB    | HDMI 2.0a (x2)                             | USB 3.0 (×4)                     | Gigabit Ethernet (×1), 802.11ac, Bluetooth 4.2 |

### Kaby Lake-R
| Modellszám | Processzor | TDP  | GPU              | Max. RAM | Kijelző        | Külső USB-portok | Hálózat                                        |
| ---------- | ---------- | ---- | ---------------- | -------- | -------------- | ---------------- | ---------------------------------------------- |
| NUC7i7DNHE | i7-8650U   | 15 W | UHD Graphics 620 | 32 GB    | HDMI 2.0a (x2) | USB 3.0 (×4)     | Gigabit Ethernet (×1), 802.11ac, Bluetooth 4.2 |
| NUC7i7DNKE | i7-8650U   | 15 W | UHD Graphics 620 | 32 GB    | HDMI 2.0a (x2) | USB 3.0 (×4)     | Gigabit Ethernet (×1), 802.11ac, Bluetooth 4.2 |

### Gemini Lake
| Modellszám | Processzor    | TDP  | GPU              | Max. RAM | Kijelző       | Külső USB-portok | Hálózat                                        |
| ---------- | ------------- | ---- | ---------------- | -------- | ------------- | ---------------- | ---------------------------------------------- |
| NUC7PJYH   | Pentium J5005 | 10 W | UHD Graphics 605 | 8 GB     | HDMI 2.0 (×2) | USB 3.0 (×4)     | Gigabit Ethernet (×1), 802.11ac, Bluetooth 5.0 |
| NUC7CJYH   | Celeron J4005 | 10 W | UHD Graphics 600 | 8 GB     | HDMI 2.0 (×2) | USB 3.0 (×4)     | Gigabit Ethernet (×1), 802.11ac, Bluetooth 5.0 |

## Nyolcadik generáció

### Kaby Lake-G
| Modellszám | Processzor    | TDP   | GPU                                  | Max. RAM | Kijelző                                                                     | Külső USB-portok                                                          | Hálózat                                           |
| ---------- | ------------- | ----- | ------------------------------------ | -------- | --------------------------------------------------------------------------- | ------------------------------------------------------------------------- | ------------------------------------------------- |
| NUC8i7HNK  | Core i7-8705G | 65 W  | HD Graphics 630, Radeon RX Vega M GL | 32 GB    | HDMI 2.0a (x2), mDP 1.3 (x2), DP 1.3 USB-C-n keresztül (x2) (Thunderbolt 3) | USB 3.0 Type-A (×5), USB 3.1 Gen 2 Type-C (×1), USB 3.1 Gen 2 Type-A (×1) | Gigabit Ethernet (×2), 802.11ac and Bluetooth 4.2 |
| NUC8i7HVK  | Core i7-8809G | 100 W | HD Graphics 630, Radeon RX Vega M GL | 32 GB    | HDMI 2.0a (x2), mDP 1.3 (x2), DP 1.3 USB-C-n keresztül (x2) (Thunderbolt 3) | USB 3.0 Type-A (×5), USB 3.1 Gen 2 Type-C (×1), USB 3.1 Gen 2 Type-A (×1) | Gigabit Ethernet (×2), 802.11ac and Bluetooth 4.2 |